# Lymantria formosana
Lymantria formosana este o specie de molii din genul Lymantria, familia Lymantriidae, descrisă de Matsumura 1911 Conform Catalogue of Life specia Lymantria formosana nu are subspecii cunoscute.